# Catrin Jexell
Catrin Jexell (née le 17 février 1963) est une joueuse de tennis suédoise, professionnelle dans les années 1980.
En 1984, elle a joué le 3e tour à Roland Garros (battue par Camille Benjamin), sa meilleure performance en simple dans une épreuve du Grand Chelem. 

## Palmarès

### Titre en simple dames
| No | Date       | Nom et lieu du tournoi   | Catégorie | Dotation | Surface      | Finaliste      | Score    |          |
| -- | ---------- | ------------------------ | --------- | -------- | ------------ | -------------- | -------- | -------- |
| 1  | 01-11-1982 | Seiko Classic, Hong Kong | Series 2  | 50 000 $ | Terre (ext.) | Alycia Moulton | 6-3, 7-5 | Parcours |

### Finale en simple dames
| No | Date       | Nom et lieu du tournoi        | Catégorie | Dotation | Surface         | Vainqueure     | Score    |          |
| -- | ---------- | ----------------------------- | --------- | -------- | --------------- | -------------- | -------- | -------- |
| 1  | 21-02-1983 | Ginny of Ridgewood, Ridgewood |           | 50 000 $ | Moquette (int.) | Alycia Moulton | 6-4, 6-2 | Parcours |

### Titre en double dames
Aucun

### Finale en double dames
| No | Date       | Nom et lieu du tournoi              | Catégorie | Dotation | Surface      | Vainqueures                   | Partenaire        | Score    |  |
| -- | ---------- | ----------------------------------- | --------- | -------- | ------------ | ----------------------------- | ----------------- | -------- |  |
| 1  | 26-04-1982 | Torneo Citta di Arzachena Sardaigne | Series 1  | 50 000 $ | Terre (ext.) | Debbie Jevans Elizabeth Jones | Susana Villaverde | 7-6, 6-2 |  |

## Parcours en Grand Chelem

### En simple dames
| Année | Open d'Australie (janvier) | Open d'Australie (janvier) | Internationaux de France | Internationaux de France | Wimbledon       | Wimbledon      | US Open         | US Open         | Open d'Australie (décembre) | Open d'Australie (décembre) |
| ----- | -------------------------- | -------------------------- | ------------------------ | ------------------------ | --------------- | -------------- | --------------- | --------------- | --------------------------- | --------------------------- |
| 1983  | n/a                        | n/a                        | 1er tour (1/64)          | Susan Mascarin           | 1er tour (1/64) | Lena Sandin    | 1er tour (1/64) | Joanne Russell  | -                           | -                           |
| 1984  | n/a                        | n/a                        | 3e tour (1/16)           | Camille Benjamin         | 1er tour (1/64) | F. Raschiatore | 1er tour (1/64) | Jennifer Mundel | -                           | -                           |
| 1985  | n/a                        | n/a                        | 1er tour (1/64)          | Camille Benjamin         | 1er tour (1/64) | Helena Suková  | -               | -               | -                           | -                           |

À droite du résultat, l’ultime adversaire.

### En double dames
| Année | Open d'Australie (janvier) | Open d'Australie (janvier) | Internationaux de France     | Internationaux de France | Wimbledon                    | Wimbledon                 | US Open                      | US Open                 | Open d'Australie (décembre) | Open d'Australie (décembre) |
| ----- | -------------------------- | -------------------------- | ---------------------------- | ------------------------ | ---------------------------- | ------------------------- | ---------------------------- | ----------------------- | --------------------------- | --------------------------- |
| 1983  | n/a                        | n/a                        | -                            | -                        | -                            | -                         | 1er tour (1/32) Lena Sandin  | Jill Davis Henricksson  | -                           | -                           |
| 1984  | n/a                        | n/a                        | 1er tour (1/32) Jenny Klitch | L. Antonoplis Kim Jones  | 1er tour (1/32) Jenny Klitch | Henricksson Nancy Yeargin | 1er tour (1/32) Jenny Klitch | R. Fairbank C. Reynolds | -                           | -                           |
| 1985  | n/a                        | n/a                        | 2e tour (1/16) Patricia Hy   | J. Mundel P. Teeguarden  | -                            | -                         | -                            | -                       | -                           | -                           |

Sous le résultat, la partenaire ; à droite, l’ultime équipe adverse.

### En double mixte
N'a jamais participé à un tableau final.

## Parcours en Coupe de la Fédération
| #                                                                      | Date       | Lieu        | Surface      | Gagnante(s)                  | Perdante(s)                   | Score         |          |
|                                                                        |            |             |              |                              |                               |               |          |
| 1982 - 2e tour (groupe mondial) - Suisse - Suède - 2 : 1               |            |             |              |                              |                               |               |          |
| 1                                                                      | 19/07/1982 | Santa Clara | Dur (ext.)   | Catrin Jexell Lena Sandin    | Petra Delhees C. Jolissaint   | 4-6, 6-2, 6-3 | Parcours |
|                                                                        |            |             |              |                              |                               |               |          |
| 1983 - 1er tour (groupe mondial) - Suède - Belgique - 3 : 0            |            |             |              |                              |                               |               |          |
| 2                                                                      | 18/07/1983 | Zurich      | Terre (ext.) | Catrin Jexell                | Ann Gabriel                   | 6-2, 4-6, 6-4 | Parcours |
| 2                                                                      | 18/07/1983 | Zurich      | Terre (ext.) | Catrin Jexell Helena Olsson  | Ann Gabriel Nicole Mabille    | 6-4, 7-5      | Parcours |
|                                                                        |            |             |              |                              |                               |               |          |
| 1983 - 2e tour (groupe mondial) - États-Unis - Suède - 3 : 0           |            |             |              |                              |                               |               |          |
| 3                                                                      | 18/07/1983 | Zurich      | Terre (ext.) | Andrea Jaeger                | Catrin Jexell                 | 6-0, 6-2      | Parcours |
| 3                                                                      | 18/07/1983 | Zurich      | Terre (ext.) | Candy Reynolds Paula Smith   | Catrin Jexell Helena Olsson   | 6-1, 6-2      | Parcours |
|                                                                        |            |             |              |                              |                               |               |          |
| 1984 - 1er tour (groupe mondial) - Brésil - Suède - 1 : 2              |            |             |              |                              |                               |               |          |
| 4                                                                      | 16/07/1984 | São Paulo   | Terre (ext.) | Pat Medrado Cláudia Monteiro | Catrin Jexell Carina Karlsson | 6-2, 6-4      | Parcours |
|                                                                        |            |             |              |                              |                               |               |          |
| 1984 - 2e tour (groupe mondial) - Allemagne de l'Ouest - Suède - 2 : 1 |            |             |              |                              |                               |               |          |
| 5                                                                      | 16/07/1984 | São Paulo   | Terre (ext.) | Sylvia Hanika Petra Keppeler | Catrin Jexell Carina Karlsson | 6-3, 6-4      | Parcours |

## Classements WTA

### Classements en simple en fin de saison
| Année | 1986 | 1987 | 1988 |
| Rang  | 201  | 230  | 384  |

Source : (en) « Classements de Catrin Jexell », sur le site officiel du WTA Tour

### Classements en double en fin de saison
| Année | 1986 | 1987 |
| Rang  | 233  | 151  |

Source : (en) « Classements de Catrin Jexell », sur le site officiel du WTA Tour